# Somatogyrus pygmaeus
The pygmy pebblesnail, danh pháp khoa học Somatogyrus pygmaeus, là một loài ốc nước ngọt từ rất nhỏ đến nhỏ có mang và nắp, là động vật thân mềm chân bụng sống dưới nước trong họ Hydrobiidae. Đây là loài đặc hữu của Hoa Kỳ. Môi trường sống tự nhiên của nó là các con sông.